# Philadelphia
Philadelphia (græsk: Φιλαδέλφεια, filadélfia, broderkærlighed), ofte kaldet The City of Brotherly Love, er den største by i den amerikanske delstat Pennsylvania med 1.603.797 (2020) indbyggere, hvilket gør den til USA's femtestørste by. Dens storbyområde er med en befolkning på 7.122.240(2020) det sjettestørste storbyområde i landet.
Byen er en af de ældste i USA, og blev grundlagt af William Penn i 1682 i et område, der tidligere havde været bosat af svenske kolonister siden 1669, og før da af lenapeindianere.
I 1776 blev USA's uafhængighedserklæring underskrevet her, ligesom USA's forfatning blev udarbejdet af et konvent, der mødtes i byen.
Byen blev ramt af en gul feber-epidemi i 1793, hvor 10% af Philadelphias befolkning døde, hvilket gør det til en af de mest alvorlige i USA's historie.
Grundet byens store betydning i forbindelse med skabelsen af USA, betegnes den i folkemunde som The Birthplace of America (Amerikas fødested). Det er også en af årsagerne til dens navn (græsk) "broderkærlighed", ud over den store indflydelse som kvækerne har haft i hele delstaten, med deres fokus på fællesskab.